# 화가

레오나르도 다빈치의 모나리자 (1503–1517)는 세계에서 가장 눈에 띄는 그림들 중 하나이다.

화가(畵家, painter)는 회화를 제작하는 사람의 총칭이다. 화풍과 미술 재료 · 만드는 스타일 등에 따라 다양한 유형의 화가가 존재한다. 화가들에 의해 형성된 커뮤니티를 화단(畵壇)이라고 한다. 화가를 높여 이르는 말은 화백(畵伯)이며 낮잡아 부르는 말로는 환쟁이가 있다. 화가는 그림물감, 먹물, 붓 등을 이용하여 풍경화, 정물화, 추상화 등의 예술작품을 창작한다. 다른 사람이 자신이 그린 그림을 파는 일도 있다.

## 같이 보기
- 한국의 화가 목록